# 鬼打牆
鬼打牆（きだしょう）は中国に伝わる妖怪。鬼截路（きせつろ）、鬼作楽（きさくらく）、摸壁鬼（もへきき）とも呼ばれる。
夜道を歩いている人間の前に土塀のようなものを出現させて進路をさえぎり、ついには四方を取り囲んでどこにも進めなくしてしまう。清の破額山人が『夜航船』に書いている内容によれば、小便をかければ破ることが出来るともいう。